# Alfaszillabikus számírásrendszer
Az alfaszillabikus számírásrendszer a számírásrendszerek egy típusa, melyhez tartozó rendszerek főképp Indiában az i. sz. 500-tól kezdődően alakultak ki. A bráhmi eredetű írásrendszerek alfaszillabikus írásaira alapozva ezekben a számírásrendszerekben a számok grafémái nem absztrakt jelek, hanem az adott írás szótagjai. Az indiai alfaszillabikus számírás fő alapelve szerint egy szótag számértékét az azt alkotó mássalhangzók és magánhangzók határozzák meg, oly módon, hogy a mássalhangzók és a magánhangzók - bizonyos rendszerekben a magánhangzók nem - számértékekhez vannak rendelve. Mivel többszáz szótagból állhat egy írás, és mivel az alfaszillabikus számírásokban több szótag ugyanazt a számértéket is veszi fel, így a hozzárendelés nem kölcsönösen egyértelmű.

## Alfaszillabikus írás
Az indiai alfaszillabikus írás alapja a megközelítőleg 33 mássalhangzójel, valamint az ezekhez kapcsolt megközelítőleg 20 magánhangzót jelölő diakritikus jel, ezek alkotják a szótagok csoportját, a jelöletlen mássalhangzóhoz tartozó inherens magánhangzó pedig az ’a’ volt.

## Indiai alfaszillabikus számírás
I. sz. 500-től kezdődően az indiai csillagászok és asztrológusok új alapelven kezdték ábrázolni a számokat: a számértékeket a különböző indiai bráhmi eredetű alfaszillabikus írások fonetikus jeleihez rendelték. 20. század eleji tudósok feltételezése szerint az indiai nyelvész, Pāṇini, már az i. e. 7. században alfaszillabikus számírással jegyezte le a számokat. Mivel viszont nincs közvetlen bizonyíték az alfaszillabikus számírásra Indiában egészen i. sz. 510-ig, így ez az elmélet jelenleg nem támogatott. Ezeket a számírásrendszereket, közös nevükön a varnashankhya rendszereket, elkülönítik az absztrakt jeleket alkalmazó normál indiai számírásoktól, mint pl. a bráhmi számírás, kharosti számírás. Az Európában és a Közel-Keleten használt alfabetikus számírásrendszerekhez hasonlóan ezek a rendszerek is fonetikus jeleket alkalmaznak a számok ábrázolására, de azoknál sokkal felxibilisebb módon. A három rendszer, árjabhata számábrázolása, a katapayadi számírás és az aksharapalli, a dél-ázsiai számírások jelentős oldalágát képezik.
Ugyan csak a beavatottak korlátozott csoportja használta, mégis az alfaszillabikus számírásrendszerek nagyon fontosak az indiai csillagászat, asztrológia, költészet és numerológia megértése szempontjából, mivel az indiai csillagászati szövegeket szigorú metrikus szabályok mentén szanszkrit versekben írták, viszont a verselést nem tartalmazó matematikai munkákban az alfaszillabikus rendszerek nemkívánatosak voltak. Ezek a rendszerek számos mnemonik kreálását tették lehetővé, és a mnemonikok jelentős szerepet kaptak a számok és szavak összekapcsolásával, melyek megsegítették mind a tudósokat, vagy diákokat, emellett prozódiai funkciójuk is volt.

## Struktúrája

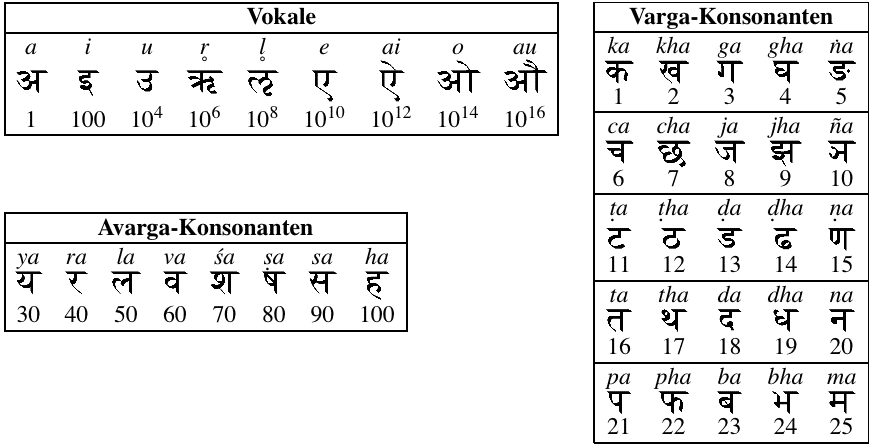
Árjabhata számábrázolásában a varga mássalhangzók (1-25), az avarga mássalhangzók (30 -100) és a magánhangzók a 100 hatványaihoz rendelve

Az indiai alfaszillabikus számírásrendszerek struktúrája lényegesen eltér egymástól. Bár mindegyik rendszerben a mássalhangzók és a magánhangzók számértékekhez vannak rendelve, ezáltal minden szótag is számértékkel bír, de mindegyik rendszer saját szabályai szerint. A különböző rendszerekben a V (csak magánhangzót tartalmazó), CV (mássalhangzó + magánhangzó), CCV (mássalhangzó + mássalhangzó + magánhangzó) szótagok rendszerenként is eltérő értékeket kapnak, valamint annak a módja, ahogy a szótagok segítségével egy számot ábrázolnak szintén teljesen különböző.
- Árjabhata rendszere a számok additív ábrázolásának elvén alapul, azaz a szám, melyet ábrázol, mindegyik szótag numerikus értékének összegéből adódik. A hozzárendelésében az 1-25-ig terjedő számokhoz, majd tízesével 30-tól 100-ig a mássalhangzók vannak rendelve. Minden egymást követő magánhangzó pedig a 100 egymásutáni hatványait jelöli. Árjabhata számábrázolásában minden diakritikus jel, melyek a magánhangzókat jelölik, az adott szótag mássalhangzóját a 100 megfelelő hatványával szorozza. Az így előállt szótagok számértékeinek összege határozza meg a végső számértéket. Számírása jobbról balfelé tart, ami a szanszkrit lexikális számok sorrendjét követi.[5]

| 1        | 2         | 3        | 4         | 5          | 6         | 7         | 8        | 9         | 0         |
| -------- | --------- | -------- | --------- | ---------- | --------- | --------- | -------- | --------- | --------- |
| ka क క ക | kha ख ఖ ഖ | ga ग గ ഗ | gha घ ఘ ഘ | nga ङ జ్ఞ ങ | ca च చ ച  | cha छ ఛ ഛ | ja ज జ ജ | jha झ ఝ ഝ | nya ञ ఞ ഞ |
| ṭa ट ట ട | ṭha ठ ఠ ഠ | ḍa ड డ ഡ | ḍha ढ ఢ ഢ | ṇa ण ణ ണ   | ta त త ത  | tha थ థ ഥ | da द ద ദ | dha ध ధ ധ | na न న ന  |
| pa प ప പ | pha फ ఫ ഫ | ba ब బ ബ | bha भ భ ഭ | ma म మ മ   | -         | -         | -        | -         | -         |
| ya य య യ | ra र ర ര  | la ल ల ല | va व వ വ  | śha श శ ശ  | sha ष ష ഷ | sa स స സ  | ha ह హ ഹ | -         | -         |

- A katapayadi számírásban a szótagok számértéke pusztán 0 és 9 közötti. Mindegyik V (csak magánhangzót tartalmazó), CV (mássalhangzó + magánhangzó) és CCV (mássalhangzó + mássalhangzó + magánhangzó) szótag a 0 és 9 közötti számokhoz van rendelve, viszont mindegyik 0 és 9 közötti szám több szótaghoz is. Árjabhata rendszerétől eltérően viszont egy szótagon belül a magánhangzó megváltoztatása nem módosítja a szótag számértékét. Az adott szám, melyet ez az alfaszillabikus rendszer meghatároz, helyi értékes számként van ábrázolva, ahol mindegyik helyi értéken álló számjegy egy adott szótag számértékével egyenlő. Az írás iránya jobbról balfelé van.[6]
- Az aksharapalli rendszerekben a szótagokhoz 1-9-ig, 10-90-ig rendelték a számokat, de 1000-nél sohasem nagyobb értéket. S. Chrisomalis szerint sohasem létezett egy egységes szabály a fonetikus jelek és a számértékek hozzárendelésénél ebben a rendszerben. Az aksharapalli számírást elsődlegesen kéziratok oldalszámozására használták. Ez magyarázatot ad arra, hogy ezeknek a rendszereknek miért nem kellett magasabb százas vagy ezres értékeket kifejezniük. Az aksharapalli számokat a margó felső részétől lefelé írták, a legmagasabb érték volt legfelül.[7]

## Rendszerek
- Árjabhata számábrázolása
- Katapayadi számírás
- Aksharapalli